# Giovanni Antonio Amadeo
Giovanni Antonio Amadeo (anche Omodeo) (Pavia, 1447 – Milano, 28 agosto 1522) è stato uno scultore, ingegnere e architetto italiano.

## Biografia

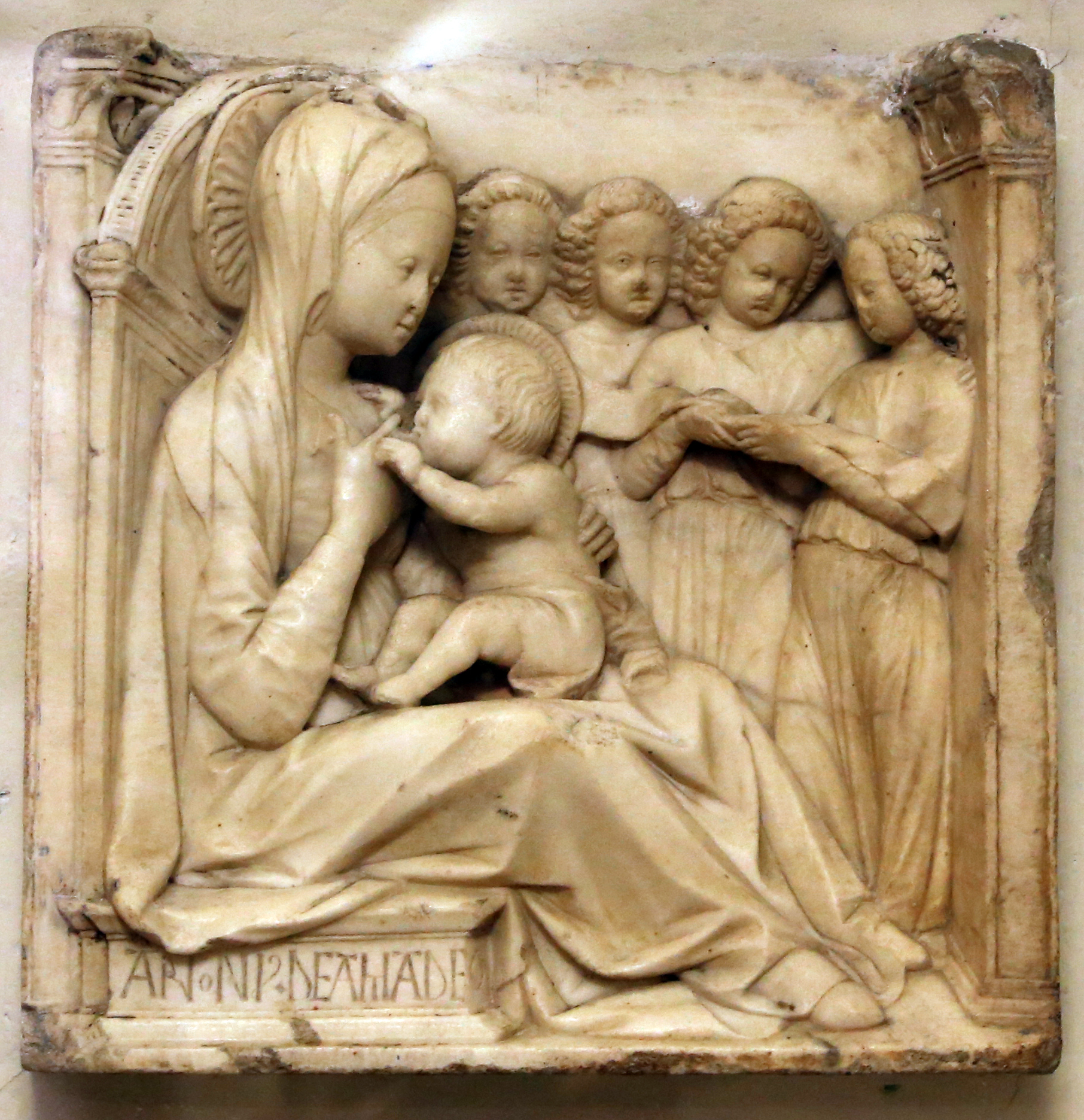
Madonna col bambino e angeli, 1465-70 ca., museo dell'Arciconfraternita della Misericordia di Firenze, prima opera firmata dell'artista

### La formazione nel cantiere della Certosa e la commessa per la Cappella Colleoni
Nato a Pavia, nel 1460 iniziò il suo apprendistato nella prestigiosa bottega della famiglia Solari, impegnata in quegli anni nel cantiere della Certosa di Pavia, ma ancora attardata in opere di gusto tardogotico. Fra le prime testimonianze della sua abilità scultorea è la Madonna del Certosino in terracotta policroma, scolpita per la Certosa e oggi al Castello Sforzesco di Milano, mentre la prima opera firmata è la Madonna col bambino e angeli oggi al museo dell'Arciconfraternita della Misericordia di Firenze. Il capolavoro degli anni giovanili è considerato il portale realizzato per il chiostro sormontato dalla lunetta con la Madonna con Bambino in trono fra angeli e certosini, anch'esso firmato.
Nonostante l'età precoce, nel 1470 ottenne la prestigiosa commissione, da parte del celebre condottiero Bartolomeo Colleoni, per il completamento della sua cappella funeraria, la Cappella Colleoni a Bergamo, che era stata iniziata da Guiniforte e Francesco Solari. Amadeo si occupò, dal 1470 al 1475, della costruzione della facciata, con decorazioni policrome e diverse sculture in stile antico, alcuni medaglioni, piccole colonne, busti, altorilievi di "storie dall'Antico Testamento" e "Fatiche di Ercole" che alludono al tema umanistico della virtus del condottiero. Influenzato dal fiorentino Filarete, presente nel ducato milanese in quegli anni, accosta motivi derivati dagli archi di trionfo romani con incongruenze rispetto ai canoni classici, mostrando una rielaborazione personale dei modelli antichi. Sempre all'antica Roma fanno riferimento i busti di Giulio Cesare e di Traiano posti sopra le finestre, le cui figure nel Medioevo simboleggiavano rispettivamente la Forza e la Giustizia. Sono da molti ritenute autografe le statue con figure femminili abbigliate all'antica raffiguranti Virtù, che hanno nel tempo perso gli attributi che consentivano di identificarle, come pure la statua di Uomo d'armi che sormonta il rosone centrale, probabile ritratto del Colleoni stesso come "Domitor Fortunae", in quanto rappresentato in piedi sopra il rosone, che nell'iconografia medioevale è spesso simbolo della "Ruota della Fortuna". In esse la critica nota influssi provenienti da Donatello e Agostino di Duccio. 
La tomba del condottiero, composta da due sarcofagi sovrapposti dominati dalla statua lignea del condottiero, venne realizzata in collaborazione con altri artisti. Amadeo eseguì gli altorilievi del sarcofago inferiore, con scene della Passione, Morte e Resurrezione di Cristo, probabilmente in collaborazione con Lazzaro Palazzi e del più piccolo sarcofago superiore con gli episodi relativi alla nascita di Gesù,  oltre a sette statue delle Virtù e ai tre condottieri in meditazione, elementi senza precedenti nelle sculture funerarie.
Amadeo disegnò anche il monumento a Medea Colleoni, figlia quindicenne del condottiero morta nel 1470, per la chiesa di Santa Maria della Basella a Urgnano, trasferita nell'Ottocento accanto al mausoleo del padre. Il sarcofago, firmato "JOVANES ANTONIUS DE AMADEIS FECIT HOC OPUS", è sormontato dalla figura giacente della defunta. Al di sopra, l'epigrafe in lettere capitali classiche, identifica la defunta. L'incorniciatura architettonica con lesene decorate a candelabra richiama le tombe erette a metà del quattrocento da Bernardo Rossellino e Desiderio da Settignano a Firenze. 

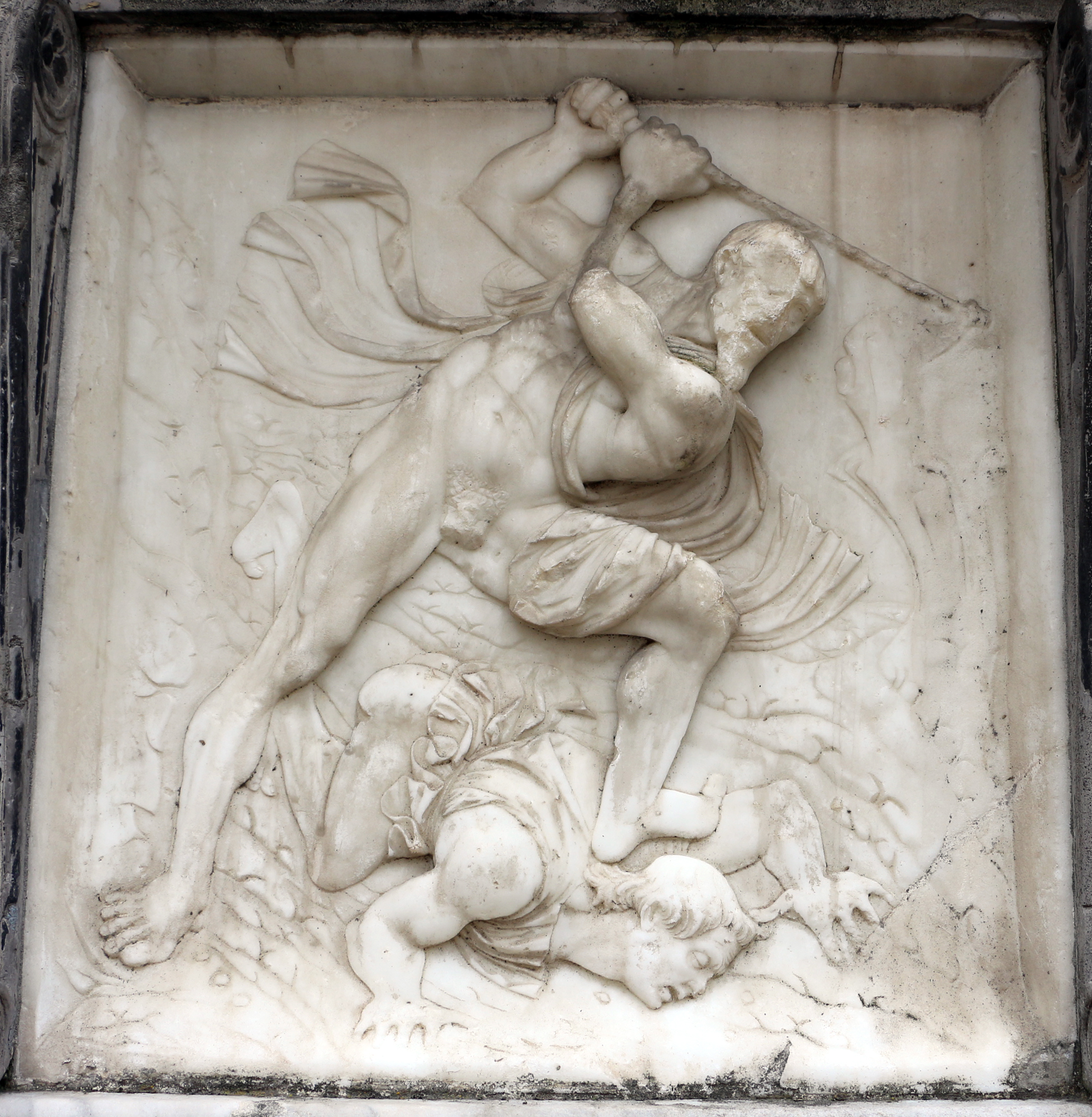
Caino e Abele, rilievi della facciata della cappella Colleoni
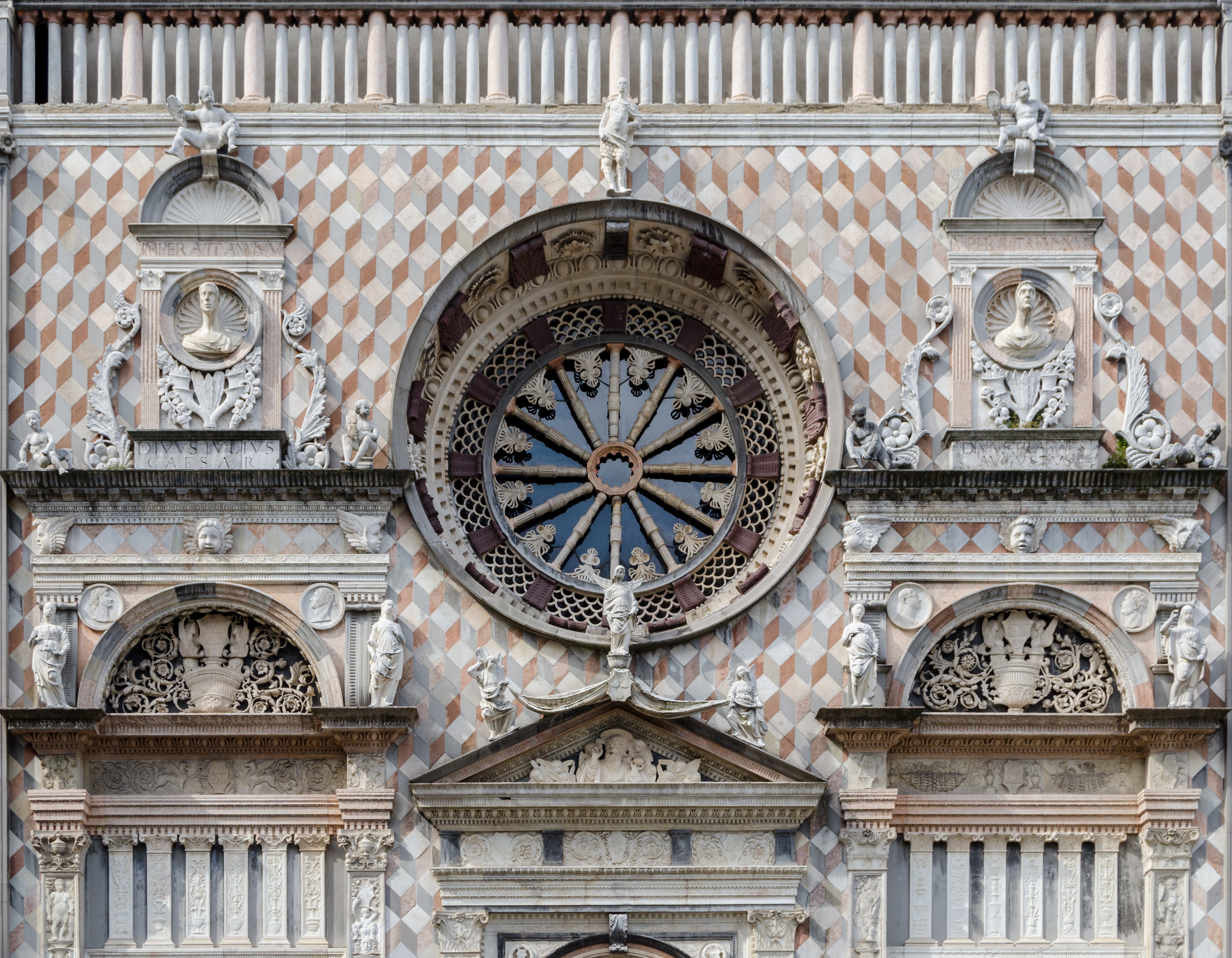
Bergamo, Cappella Colleoni, dettaglio della facciata
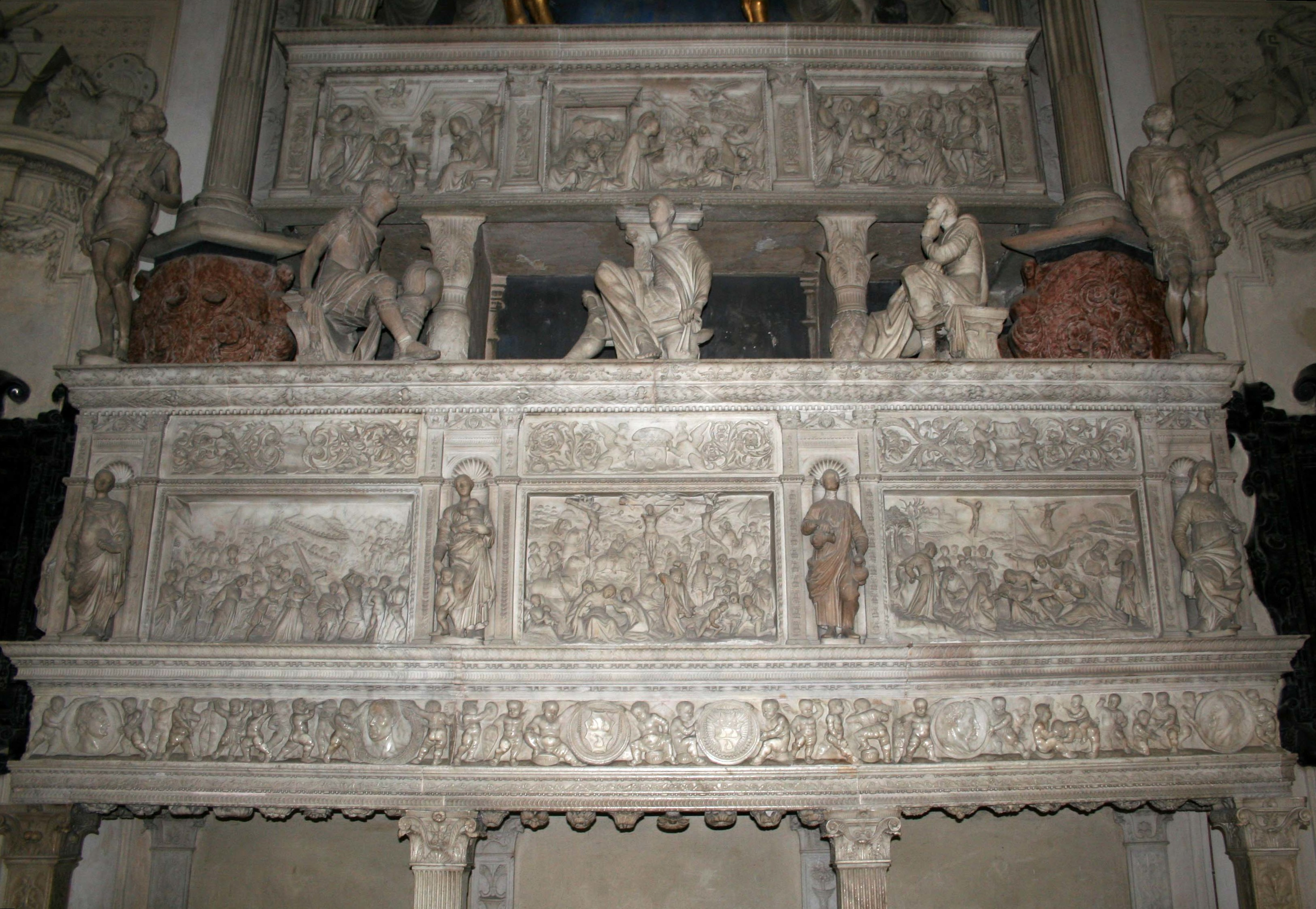
Monumento funebre di Bartolomeo Colleoni
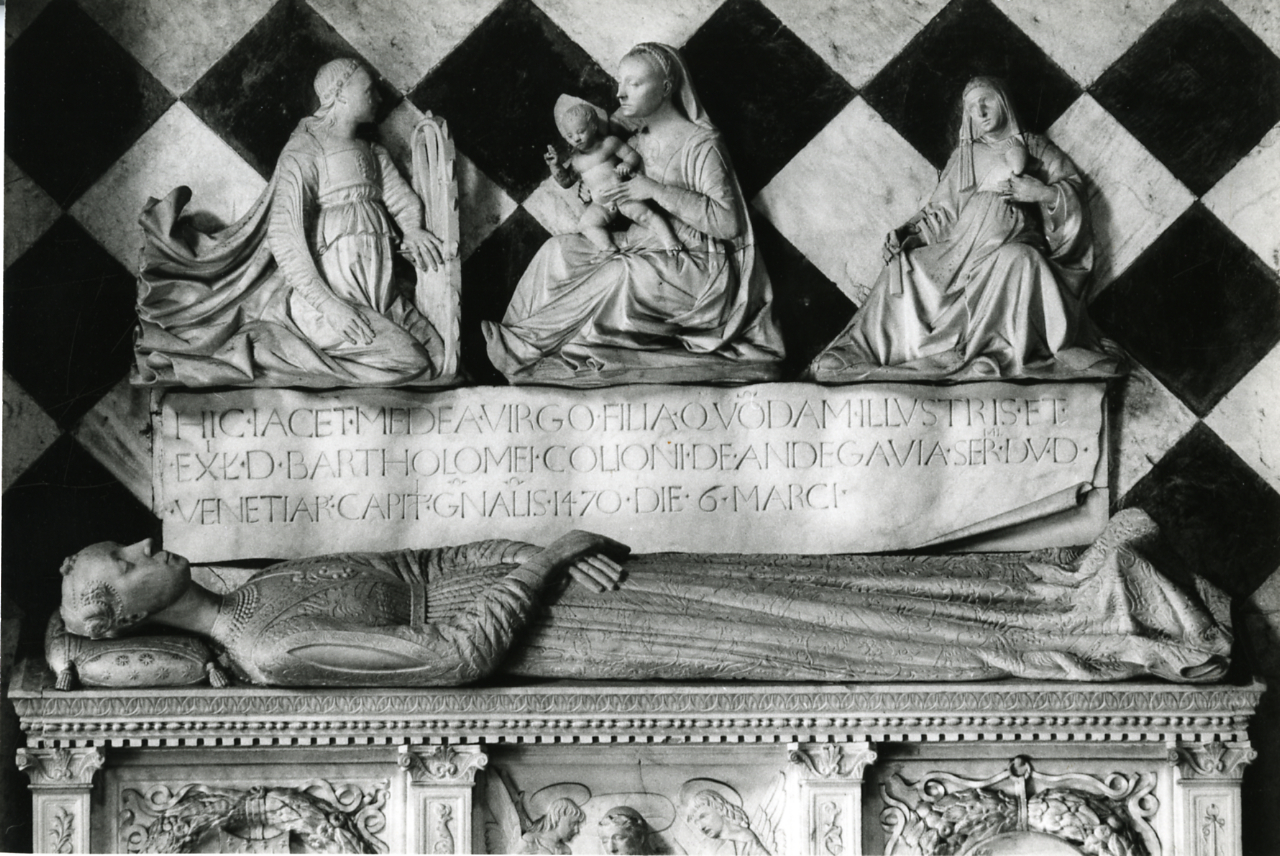
monumento a Medea Colleoni

### Il ritorno a Pavia per la facciata della Certosa

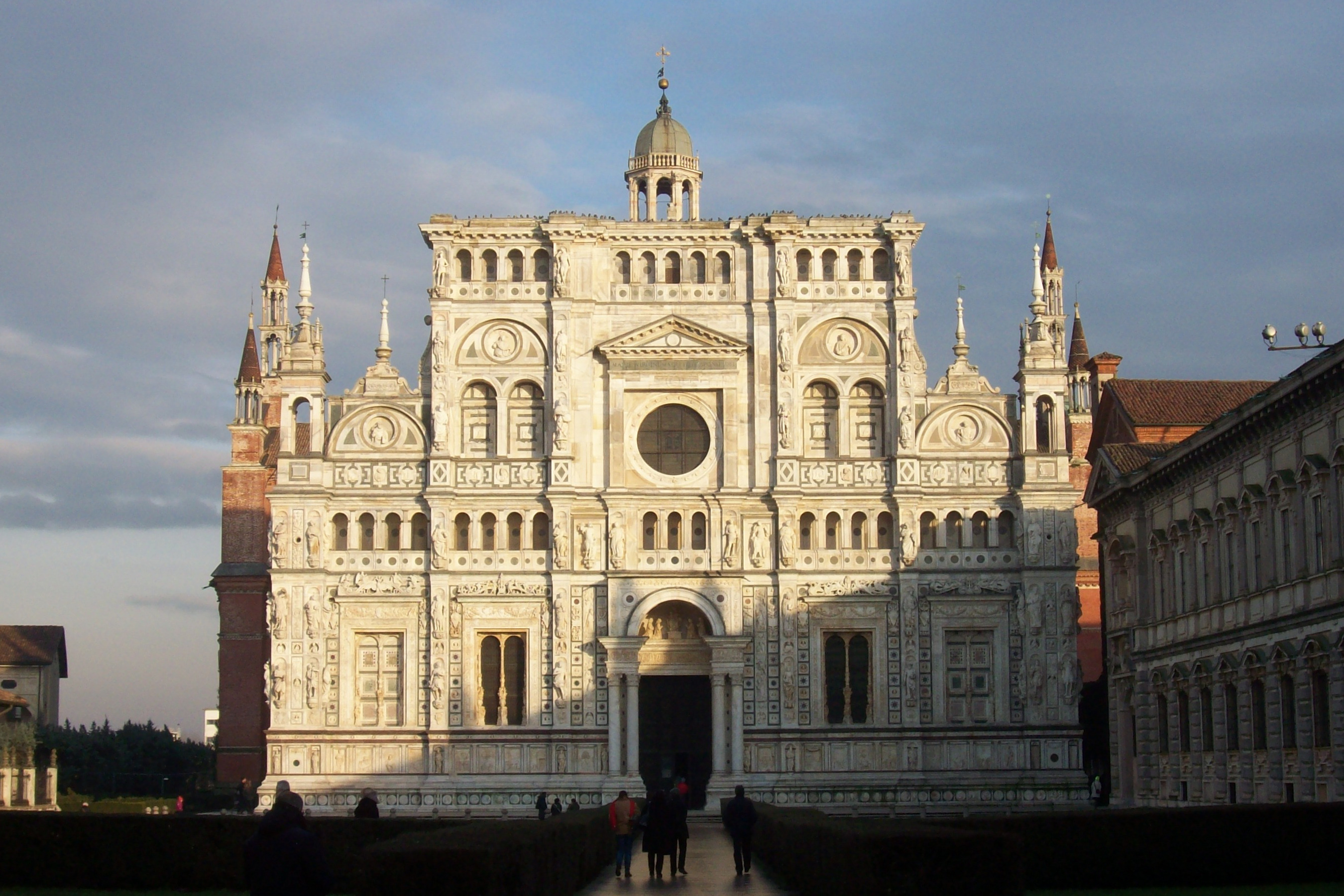
Certosa di Pavia.

Grazie alla notevole fama acquisita, Amadeo ottenne dal duca Galeazzo Maria Sforza l'incarico di lavorare per diversi anni alla Certosa di Pavia, subentrando in una commessa già assegnata ai fratelli Cristoforo e Antonio Mantegazza. Per poter far fronte all'onerosità dell'incarico, formò una società con lo scultore Giovanni Antonio Piatti, suo coetaneo, che interviene in numerose opere realizzate dall'Amadeo in questi anni. Durante il periodo 1473-1476, Amadeo realizzò la metà dei bassorilievi del lato destro della facciata. 
Nel 1480 termina e firma l'arca dei Martiri persiani nel monastero degli olivetani di Cremona, già iniziata dal Piatti (di cui rimangono quattro altorilievi in marmo nel duomo di Cremona, datati 1484). Sempre a Cremona esistono due statue di Giustizia e Temperanza a lui attribuite, mentre due altorilievi sono nella Galleria nazionale di Parma. Nel 1485 collaborò, con suo cognato Pietro Antonio Solari in alcune opere per l'Ospedale Maggiore di Milano, un progetto del quale divenne direttore dieci anni dopo.

### La direzione del cantiere del Duomo di Pavia e la costruzione del tiburio del Duomo di Milano
Amadeo collaborò anche alla costruzione del Duomo di Milano e con Donato Bramante alla costruzione della facciata di Santa Maria presso San Satiro a Milano, di cui tuttavia verrà realizzato solo lo zoccolo, poi smontato nell'Ottocento. Nel 1488 Amadeo ricevette una commissione, dal cardinale Ascanio Sforza, per la direzione dei lavori del nuovo Duomo di Pavia, collaborando nuovamente con Bramante che ebbe però un ruolo minore. In questo periodo fu anche ingegnere ducale di Ludovico il Moro, disegnando delle fortificazioni a Chiavenna e Piattamala, oltre che alla riparazione di strade e ponti in Valtellina e nel XVI secolo all'esecuzione di opere idrauliche. Nel 1489 realizzò la grande arca di San Lanfranco Beccari per la chiesa di San Lanfranco a Pavia. Per Ludovico realizzò anche una loggia nel Palazzo ducale di Vigevano, oltre ad alcune statue per il Duomo di Milano. 
Dal 1490 diresse i lavori al Duomo di Milano, per il quale ebbe l'incarico della realizzazione del tiburio assieme a Gian Giacomo Dolcebuono, succedendo a Giovanni Nexemperger, 
Dal 1495 diresse i lavori per la chiesa di Santa Maria presso San Celso a Milano. Sempre negli stessi realizza il progetto di palazzo Bottigella a Pavia, in cotto, di cui rimane il cortile. Tra i suoi ultimi incarichi vi è la costruzione del tiburio del santuario della Beata Vergine dei Miracoli a Saronno, del 1505, in cui trasforma decora la loggia, in sedici lati, con coppie di bifore
Nel XVI secolo, Amadeo disegnò la chiesa di Santa Maria di Canepanova e la basilica del Santissimo Salvatore a Pavia. Nel 1501 scolpì i rilievi "Storie dei certosini" e "vita di san Bruno" per la Certosa di Pavia. Nel 1982 è stato appurato che la Santa Maria alla Fontana di Milano, attribuita per molti anni a Leonardo da Vinci fu progettata da Amadeo. Nel 1508 presentò un modello per la guglia del Duomo di Milano, che non venne realizzato, tuttavia eresse il gugliotto che porta il suo nome con un tondo in terracotta con la sua effigie.
Ad Amadeo è stata attribuita la facciata della cattedrale di Lugano, considerata un capolavoro dell'architettura del Rinascimento.
Morì a Milano nel 1522.

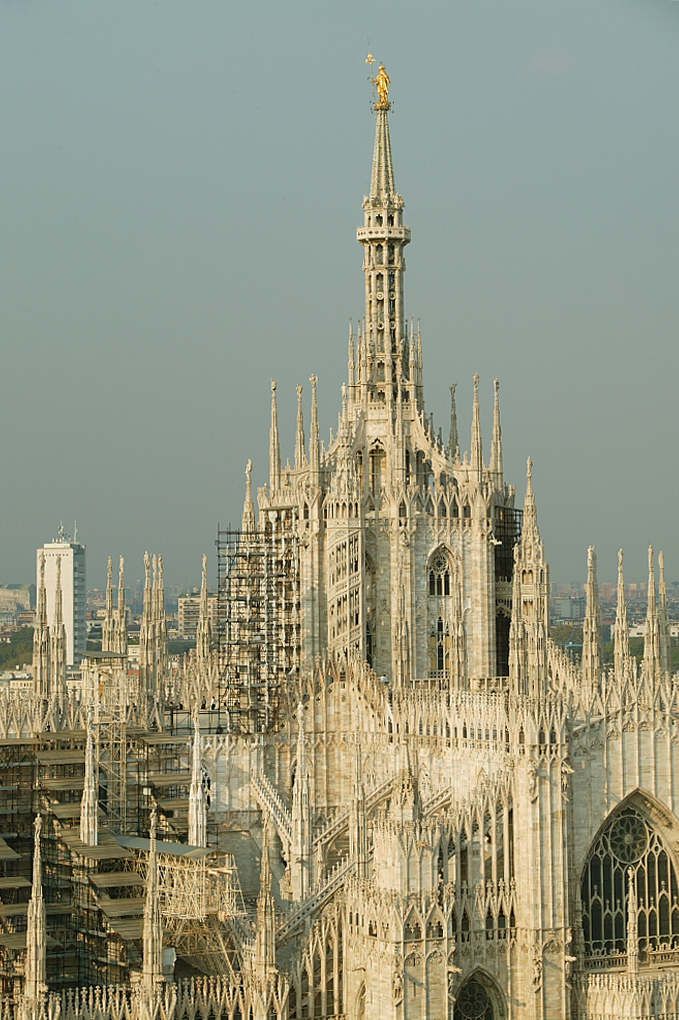
Duomo di Milano, tiburio
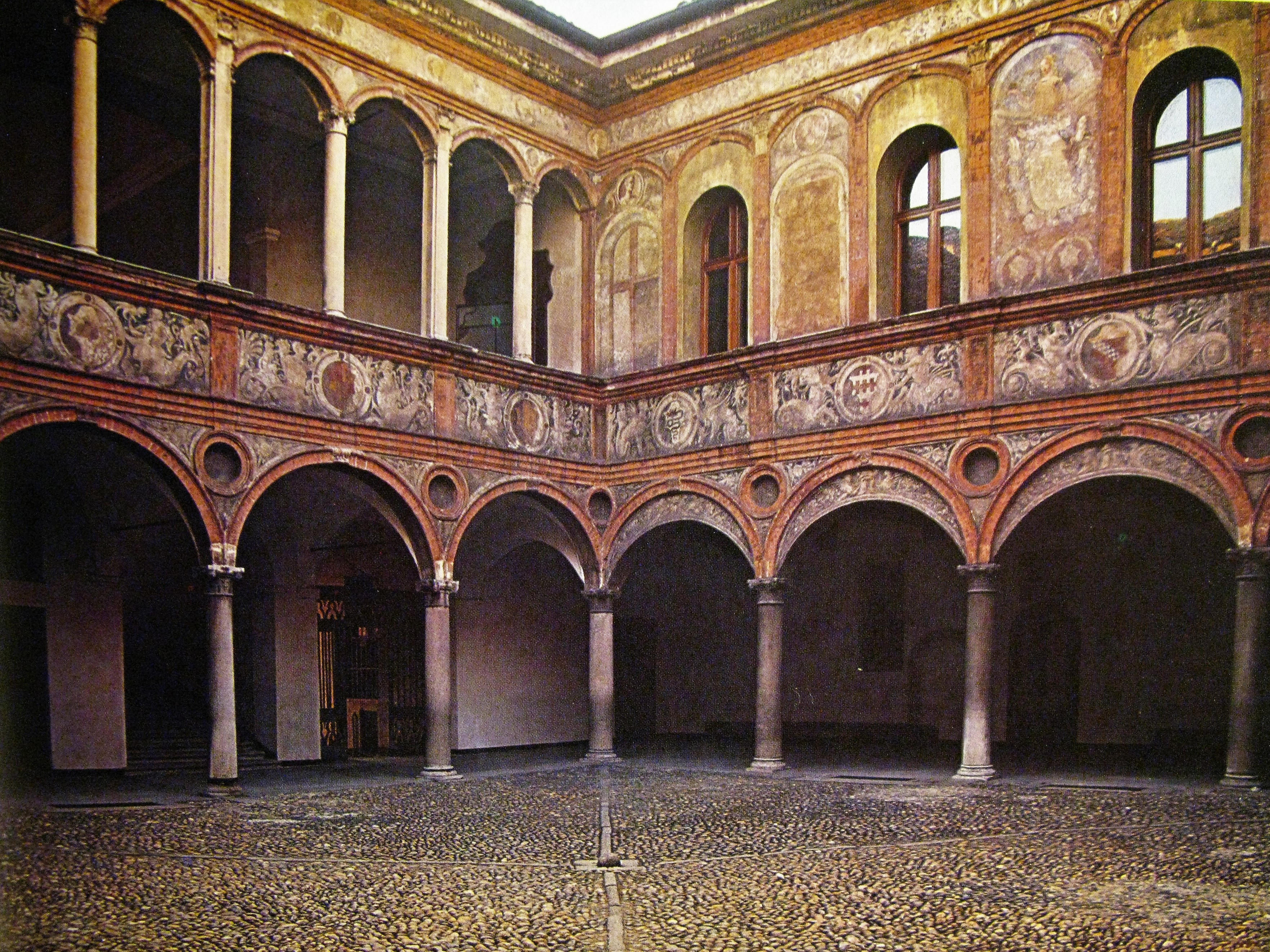
Pavia, Palazzo Bottigella
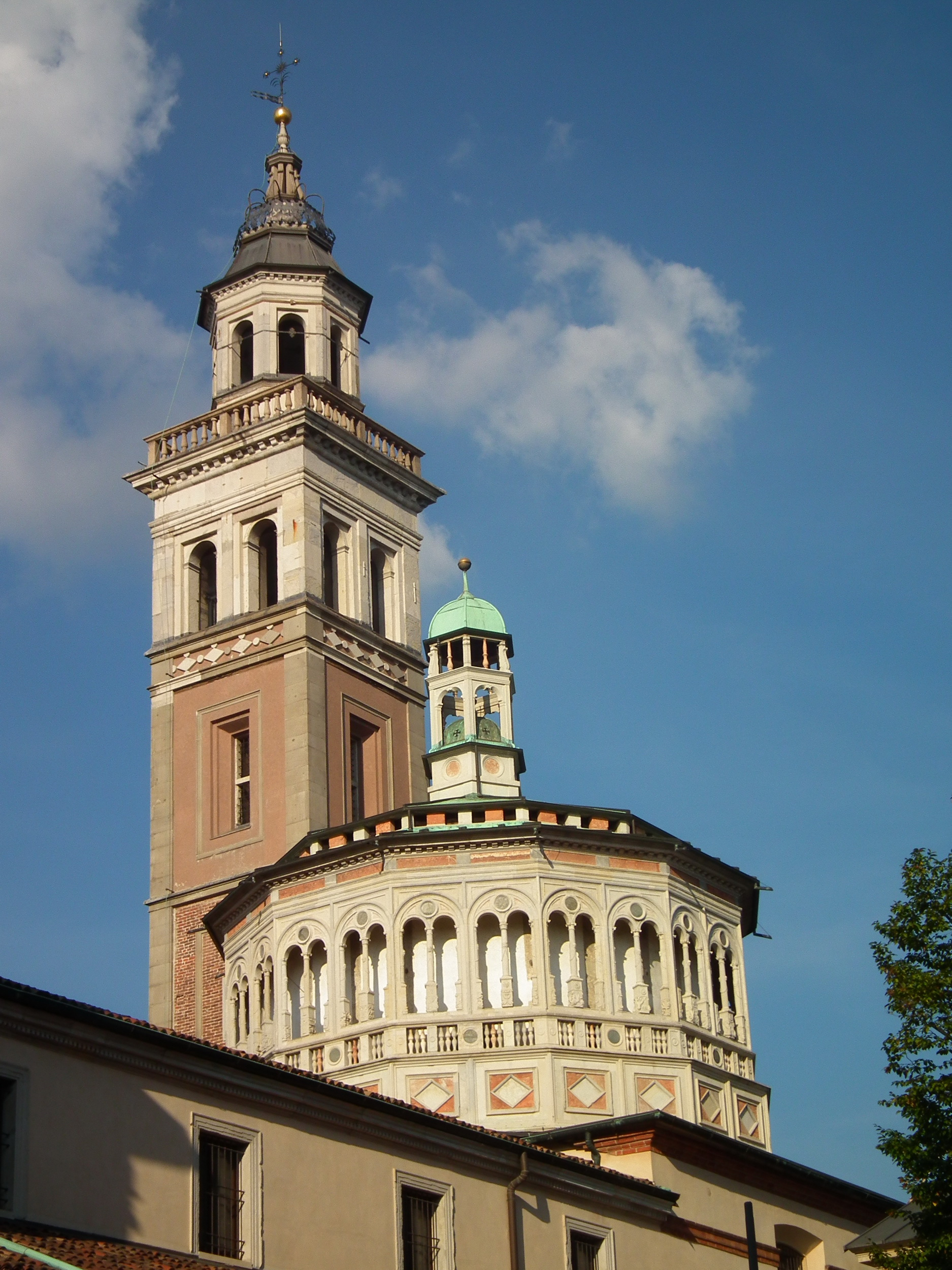
Santuario della Beata Vergine dei Miracoli a Saronno, cupola
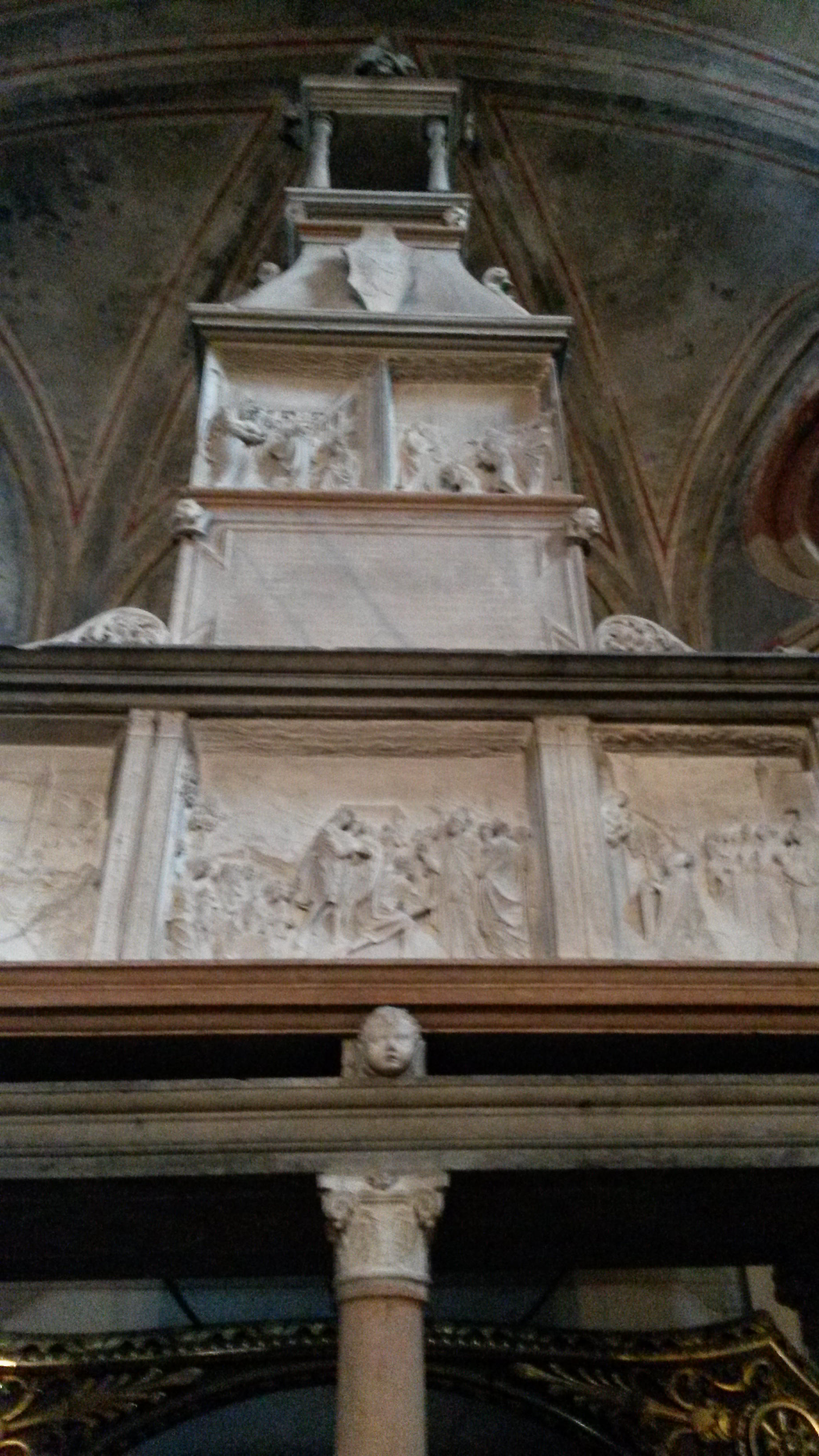
Arca di San Lanfranco Beccari, Pavia, San Lanfranco.
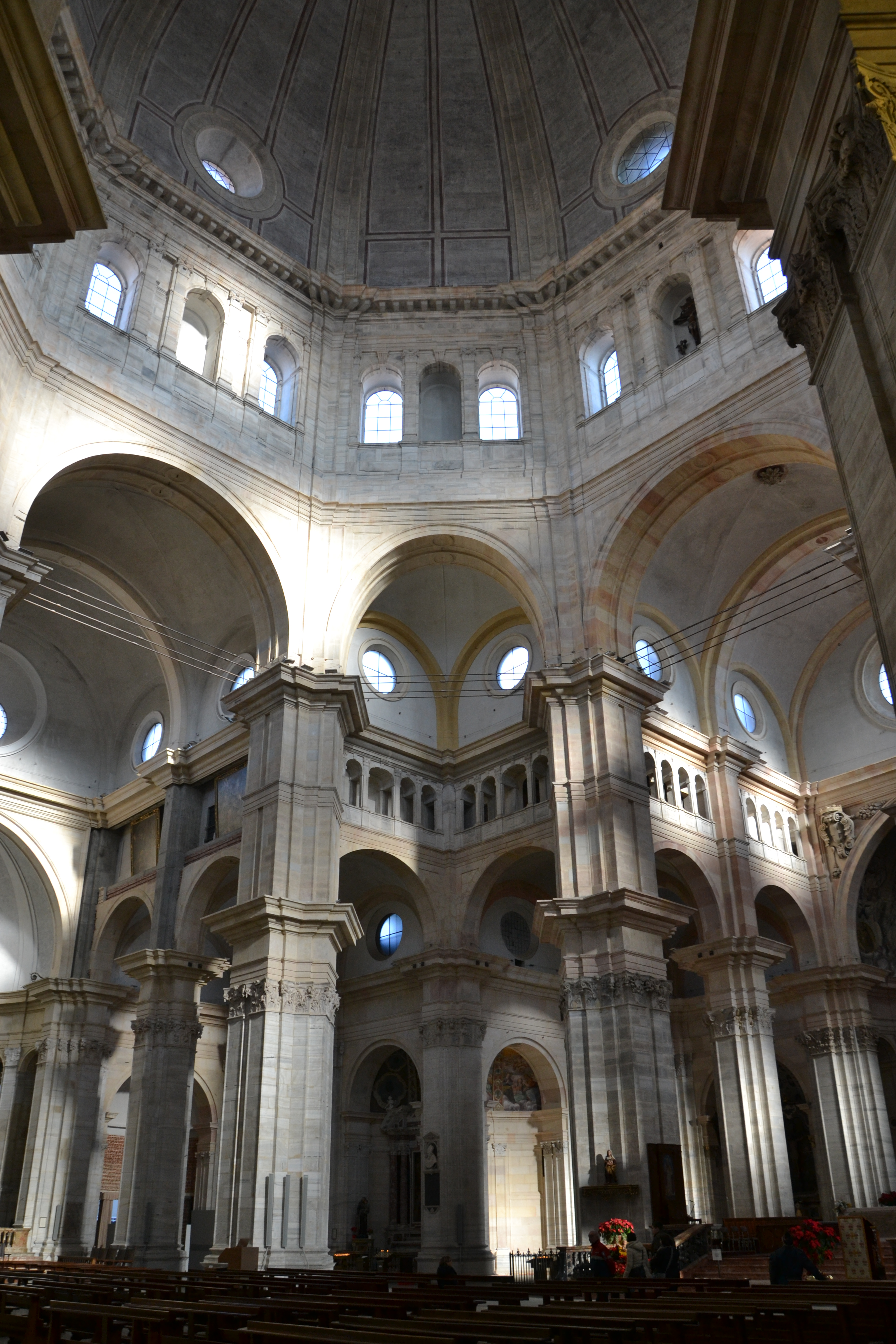
Interno del Duomo di Pavia.

## Opere principali
Elenco delle opere principali (certe e attribuite):
A) Lavori relativi alla Certosa di Pavia:
- Porta del chiostro piccolo
- Portale maggiore;
- Sculture dello zoccolo della facciata, tra le quali la Risurrezione di Lazzaro

B) Lavori a Pavia
- Chiesa di Santa Maria di Canepanova a Pavia;
- Arca di san Lanfranco, conservata nella chiesa di San Lanfranco di Pavia;
- Palazzo di G. F. Bottigella a Pavia;
- Palazzo Bottigella Gandini a Pavia;
- Duomo di Pavia;

B) Lavori a Milano
- Fabbrica di Santa Maria presso San Celso a Milano;
- Cortile d'onore della Ca' Granda di Milano;
- Tiburio del Duomo di Milano

C) Lavori a Bergamo
- La Cappella Colleoni a Bergamo;
- Tomba di Medea Colleoni, nella Cappella Colleoni a Bergamo;
- Monumento funebre di Bartolomeo Colleoni, nella Cappella Colleoni a Bergamo;

C) Lavori a Cremona
- Rilievi e sculture per l'arca di Sant'Arialdo a Cremona;
- Rilievi per l'arca dei Martiri persiani a Cremona;
- Rilievo dell'elemosina di Sant'Imerio a Cremona;

C) Altri lavori 
- Facciata di Santa Maria dei Miracoli a Brescia;
- Gruppo ligneo del mortorio a Monza;
- Tiburio del Santuario della Beata Vergine dei Miracoli a Saronno;
- Fortificazioni a Chiavenna, a Tirano e a San Colombano al Lambro;
- Ponte di Ganda a Morbegno;
- Progetto per i fianchi del Duomo di Como;
- Tiburio del Tempio Civico della Beata Vergine Incoronata a Lodi;
- Basilica di San Magno a Legnano;
- La facciata della cattedrale di San Lorenzo a Lugano;
- Santuario della Beata Vergine della Misericordia a Castelleone.

Inoltre scrisse un "Trattato di architettura" che fece parte della biblioteca di Leonardo da Vinci.